# Guion, Arkansas
Guion là một thị trấn thuộc quận Izard, tiểu bang Arkansas, Hoa Kỳ. Năm 2010, dân số của thị trấn này là 86 người.

## Dân số
- Dân số năm 2000: 90 người.
- Dân số năm 2010: 86 người.